# Ptychotis vargasiana
Ptychotis vargasiana är en flockblommig växtart som beskrevs av Dc. Ptychotis vargasiana ingår i släktet Ptychotis och familjen flockblommiga växter. Inga underarter finns listade i Catalogue of Life.